# البنك العربي الإسرائيلي
البنك العربي الإسرائيلي (بالعبرية: בנק ערבי ישראלי، نقحرة: بَنْك عَرَڤِي يِسْرَائِيلِي) هو بنك إسرائيلي كان يعمل كجزء من مجموعة البنك الوطني الإسرائيلي "بنك لئومي ليسرائيل". تأسس أواخر 1959 بهدف جذب الجمهور العربي الإسرائيلي. في يناير 2016 تم دمجه مع البنك الوطني الإسرائيلي، وتحولت جميع فروعه إلى فروع البنك الوطني الإسرائيلي.
قبل دمجه كان للبنك 37 فرع منتشرة في البلدات العربية في شمالي إسرائيل ومنطقة المثلث، وعمل فيه ما يقارب 400 موظف. كانت تُغلق جميع فروعه أيام السبت. ووفقًا للمعتقدات الدينية لموظفي كل فرع وزبائنه المحتملين، كانت تُغلق بعض الفروع أيام الأحد (في المناطق ذات الأغلبية المسيحية) أو أيام الجمعة (في المناطق ذات الأغلبية المسلمة). وهكذا كان يعمل البنك خمسة أيام في الأسبوع من الأحد إلى الخميس أو من الاثنين إلى الجمعة.

## تاريخ
تأسس البنك العربي الإسرائيلي أواخر عام 1959 بهدف جذب الجمهور العربي الإسرائيلي. مؤسسو البنك هم بنك التجارة الخارجية "هابنك لساحر حوتس" وعدد من رجال الأعمال. كان يقع المكتب الرئيسي في حيفا. وفي غضون عام تم إنشاء مركزين للبنك في حيفا والناصرة، وتسعة فروع أخرى في عكا وشفاعمرو والطيبة وباقة الغربية وقلنسوة وأم الفحم وترشيحا والرامة. في عام 1967 كان للبنك 25 فرع. بعد حرب 1967 مباشرةً؛ قدمت إدارة البنك طلبًا إلى بنك إسرائيل لفتح فروع جديدة في الضفة الغربية وقطاع غزة. في يوليو 1967 اُفتتح فرع في البلدة القديمة بالقدس وفرع في جنين. بعد عدة سنوات من الخسائر، عُيّن "يوسيف نحمياس" مديرًا للبنك، وقام بتقليل عدد الفروع. في عام 1971 تم بيع البنك العربي الإسرائيلي إلى البنك الوطني "بنك لئومي".
في عام 1975 اُفتتح العديد من الفروع الجديدة، من بينها دبورية، كفر مندا، الجش، إعبلين ويركا وقد ارتفع عدد الفروع من 15 إلى 23 فرع. وفي السنوات اللاحقة، واصل البنك اتجاهه التوسعي.
في 12 مارس 2008 أعلن المدير العام للبنك العربي الإسرائيلي "يتسحاق إيال" عن تدشين هوية مؤسسية جديدة للبنك، تضمنت تغيير الشعار وألوانه، واسم جديد هو «ai Bank» وشعار تسويقي كان «ai Bank - معك في كل خطوة». الاسم الأصلي للبنك لم يتم استبداله، بل بقي مستخدمًا إلى جانب الاسم الجديد.
في أواخر 2010 تم الكشف عن انتهاكات خرق بها البنك العربي الإسرائيلي قانون حظر غسل الأموال، وقد قررت لجنة العقوبات تغريم البنك بمبلغ 850 ألف شيكل جديد.
في مايو 2015 صُدِرَ إعلان لوسائل الإعلام عن موافقة مجلس إدارة لئومي ومجلس إدارة البنك العربي الإسرائيلي على دمج البنك العربي الإسرائيلي في بنك لئومي. تم الاندماج الفعلي في 31 ديسمبر 2015.

## معرض الصور

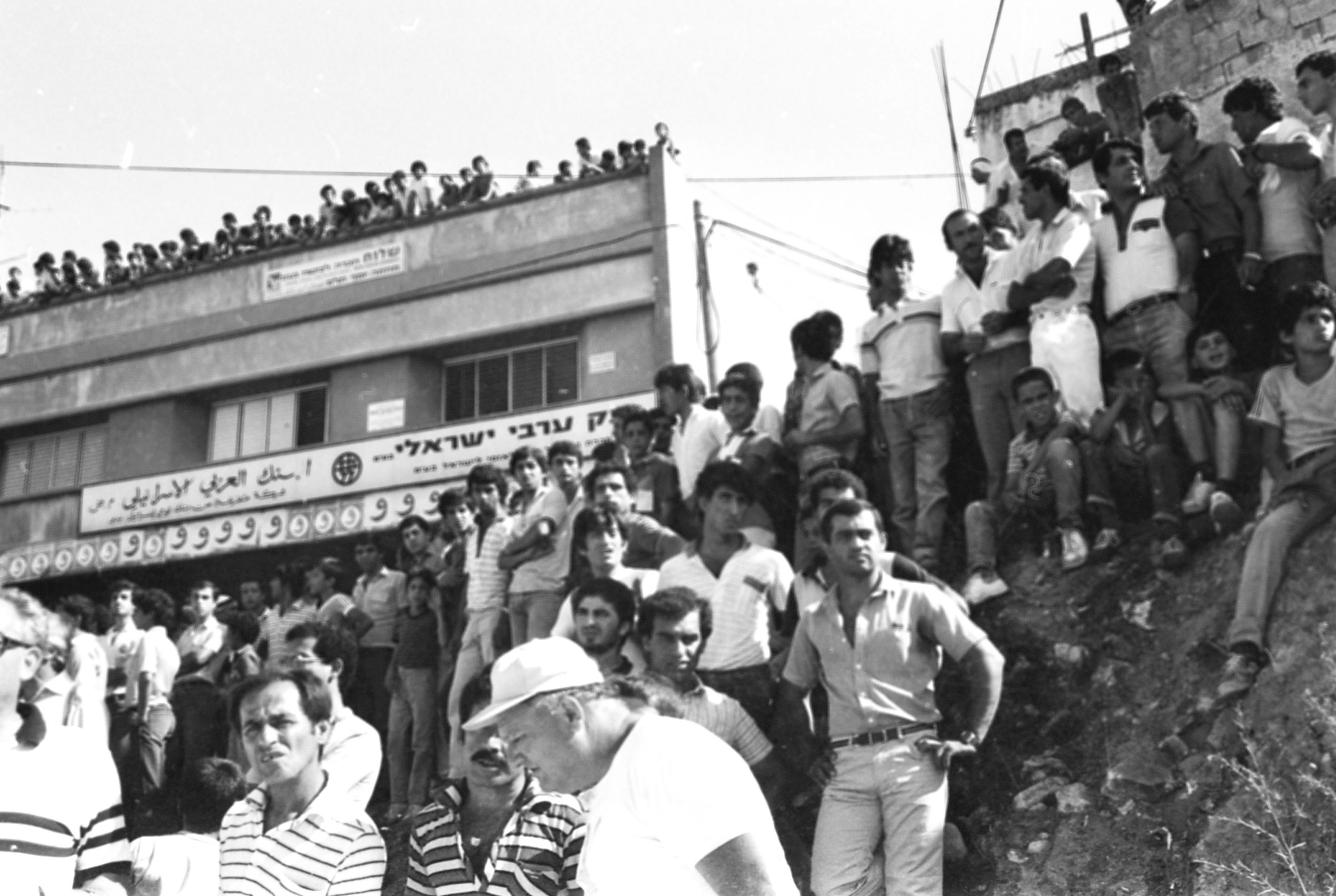
مظاهرة في أم الفحم عام 1984، ويظهر فرع البنك العربي الإسرائيلي على يسار الصورة.
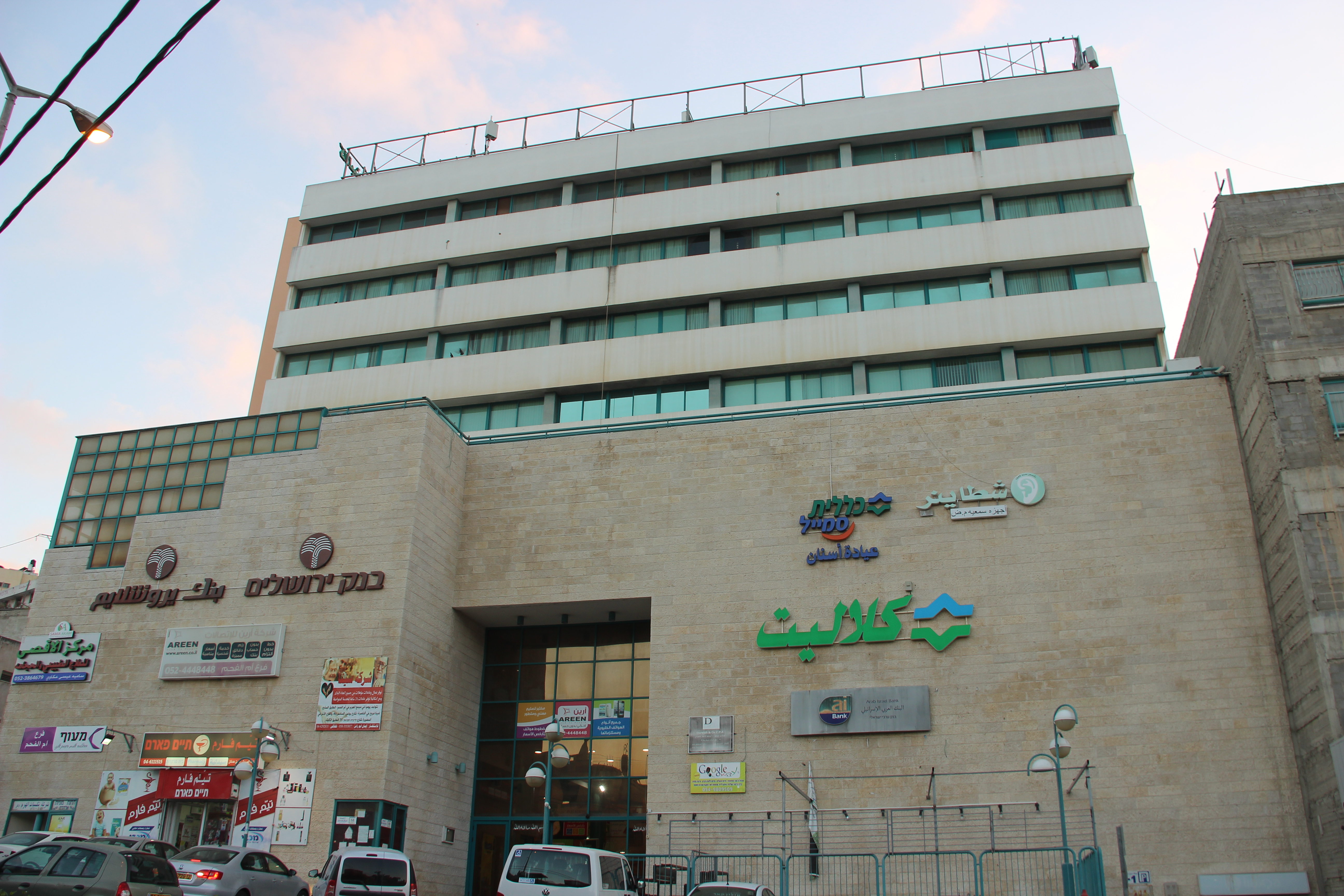
مجمع الهرم في أم الفحم.[22] يمكن رؤية شعار البنك العربي الإسرائيلي على يمين الصورة.

## وصلات خارجية
- الموقع الرسمي لبنك لئومي ليسرائيل